# ECHL
ECHL(ECHL, 예전 명칭 : East Coast Hockey League)는 미국의 내셔널 하키 리그의 마이너 리그 미드 레벨이다.

## ECHL 팀
| 디비전              | 구단명                      | 연고지                           | 경기장                          | 수용인원      | 창설          | 가맹                 | NHL 제휴              | AHL 제휴                   |               |               |
| 동부 콘퍼런스       | 동부 콘퍼런스               | 동부 콘퍼런스                    | 동부 콘퍼런스                   | 동부 콘퍼런스 | 동부 콘퍼런스 | 동부 콘퍼런스        | 동부 콘퍼런스         | 동부 콘퍼런스              | 동부 콘퍼런스 | 동부 콘퍼런스 |
| ------------------- | --------------------------- | -------------------------------- | ------------------------------- | ------------- | ------------- | -------------------- | --------------------- | -------------------------- | ------------- | ------------- |
| 노스                | 애디론댁 선더               | 뉴욕주 글렌즈 폴스               | 쿨 인슈링 아레나                | 4,794명       | 1990년        | 1990년               | 뉴저지 데블스         | 빙엄턴 데블스              |               |               |
| 노스                | 브램턴 비스트               | 온타리오주 브램턴                | 파워에이드 센터                 | 5,000명       | 2013년        | 2014년               | 카나디앵 드 몽레알    | 라발 로키                  |               |               |
| 노스                | 맨체스터 모나크스           | 뉴햄프셔주 맨체스터              | SNHU 아레나                     | 9,852명       | 1993년        | 1993년               | 로스앤젤레스 킹스     | 온타리오 레인              |               |               |
| 노스                | 레딩 로열스                 | 펜실베이니아주 레딩              | 산탄데르 아레나                 | 7,160명       | 1991년        | 1991년               | 필라델피아 플라이어스 | 리하이 밸리 팬텀스         |               |               |
| 노스                | 휠링 네일러스               | 웨스트버지니아주 휠링            | 웨스뱅코 아레나                 | 5,406명       | 1981년        | 1988년               | 피츠버그 펭귄스       | 윌크스배리/스크랜턴 펭귄스 |               |               |
| 노스                | 우스터 레일러 HC            | 매사추세츠주 우스터              | DCU 센터                        | 12,239명      | 2017년        | 2017년               | 뉴욕 아일런더스       | 브리지포트 사운드 타이거스 |               |               |
| 사우스              | 애틀랜타 글래디에이터스     | 조지아주 덜루스                  | 인피니트 에너지 아레나          | 11,355명      | 1995년        | 1995년               | 보스턴 브루인스       | 프로비던스 브루인스        |               |               |
| 사우스              | 플로리다 에버블레이즈       | 플로리다주 에스테로              | 저메인 아레나                   | 7,186명       | 1998년        | 1998년               | 캐롤라이나 허리케인스 | 샬럿 체커스                |               |               |
| 사우스              | 그린빌 스웜프 래비츠        | 사우스캐롤라이나주 그린빌        | 본 스쿠 웰니스 아레나           | 13,707명      | 1987년        | 1988년               | 뉴욕 레인저스         | 하트포드 울프팩            |               |               |
| 사우스              | 잭슨빌 아이스멘             | 플로리다주 잭슨빌                | 잭슨빌 베터런스 메모리얼 아레나 | 13,141명      | 1992년        | 2012년               | 위니펙 제츠           | 매니토바 무스              |               |               |
| 사우스              | 노퍽 애드미럴스             | 버지니아주 노퍽                  | 노퍽 스코프                     | 8,701명       | 1995년        | 2003년               | 내슈빌 프레더터스     | 밀워키 애드미럴스          |               |               |
| 사우스              | 올랜도 솔저 베어스          | 플로리다주 올랜도                | 암웨이 센터                     | 17,353명      | 2012년        | 2012년               | 토론토 메이플리프스   | 토론토 말리스              |               |               |
| 사우스              | 사우스캐롤라이나 스팅레이스 | 사우스캐롤라이나주 노스 찰스턴   | 노스 찰스턴 콜리시엄            | 10,537명      | 1993년        | 1993년               | 워싱턴 캐피털스       | 허시 베어스                |               |               |
| 서부 콘퍼런스       |                             |                                  |                                 |               |               |                      |                       |                            |               |               |
| 센트럴              |                             |                                  |                                 |               |               |                      |                       |                            |               |               |
| 신시내티 사이클론즈 | 오하이오주 신시내티         | U.S. 뱅크 아레나                 | 14,453명                        | 1995년        | 1995년        | 버펄로 세이버스      | 로체스터 아메리칸스   |                            |               |               |
| 포트웨인 코메츠     | 인디애나주 포트웨인         | 앨런 카운티 워 메모리얼 콜리시엄 | 10,480명                        | 1985년        | 2012년        | 애리조나 카이오츠    | 투손 로드러너스       |                            |               |               |
| 인디 퓨얼           | 인디애나주 인디애나폴리스   | 인디애나 파머스 콜리시엄         | 6,300명                         | 2014년        | 2014년        | 시카고 블랙호크스    | 록퍼드 아이스호그스   |                            |               |               |
| 캘러머주 윙스       | 미시간주 캘러머주           | 윙스 이벤트 센터                 | 5,113명                         | 1999년        | 2009년        | 밴쿠버 캐넉스        | 유티카 코메츠         |                            |               |               |
| 캔자스시티 매버릭스 | 미주리주 인디펜던스         | 실버스테인 아이 센터즈 아레나    | 5,800명                         | 2009년        | 2014년        | 캘거리 플레임스      | 스톡턴 히트           |                            |               |               |
| 쿼드시티 말라즈     | 일리노이주 멀린             | 아이와이어리스 센터              | 9,200명                         | 2009년        | 2014년        | 베이거스 골든 나이츠 | 시카고 울브스         |                            |               |               |
| 털리도 월아이       | 오하이오주 털리도           | 헌팅턴 센터                      | 7,286명                         | 1991년        | 1991년        | 디트로이트 레드윙스  | 그랜드래피즈 그리핀스 |                            |               |               |
| 마운틴              | 앨런 아메리칸스             | 텍사스주 앨런                    | 앨런 이벤트 센터                | 6,275명       | 2009년        | 2014년               | 산호세 샤크스         | 산호세 바라쿠다            |               |               |
| 마운틴              | 콜로라도 이글스             | 콜로라도주 러브랜드              | 버드와이저 이벤트 센터          | 5,289명       | 2003년        | 2011년               | 콜로라도 애벌랜치     | 샌안토니오 램페이지        |               |               |
| 마운틴              | 아이다호 스틸헤즈           | 아이다호주 보이시                | 센추리링크 아레나               | 5,002명       | 1997년        | 2003년               | 댈러스 스타스         | 텍사스 스타스              |               |               |
| 마운틴              | 래피드시티 러쉬             | 사우스다코타주 래피드시티        | 러시모어 플라자 시빅 센터       | 5,132명       | 2008년        | 2014년               | 미네소타 와일드       | 아이오와 와일드            |               |               |
| 마운틴              | 털사 오일러스               | 오클라호마주 털사                | BOK 센터                        | 17,096명      | 1992년        | 2014년               | 세인트루이스 블루스   |                            |               |               |
| 마운틴              | 유타 그리즐리스             | 유타주 웨스트밸리시티            | 매버릭 센터                     | 10,100명      | 1981년        | 1988년               | 애너하임 덕스         | 샌디에이고 걸스            |               |               |
| 마운틴              | 위치토 선더                 | 캔자스주 위치토                  | 인트러스트 뱅크 아레나          | 13,450명      | 1992년        | 2014년               | 에드먼턴 오일러스     | 베이커즈필드 콘더스        |               |               |

### 신생 구단
| 콘퍼런스 | 디비전 | 구단명        | 연고지          | 경기장                   | 수용인원 | 창설   | 리그 참가 | NHL 제휴 | AHL 제휴 | 비고                   |
| -------- | ------ | ------------- | --------------- | ------------------------ | -------- | ------ | --------- | -------- | -------- | ---------------------- |
| 빈칸     | 빈칸   | 메인 매리너스 | 메인주 포틀랜드 | 크로스 인슈어런스 아레나 | 9,500명  | 1989년 | 2018년    | 빈칸     | 빈칸     | 알래스카 에이스의 후신 |

### 사라진 팀
| 구단명                       | 연고지                       | 경기장                                           | 수용인원         | 리그참가                    | 비고                           |
| ---------------------------- | ---------------------------- | ------------------------------------------------ | ---------------- | --------------------------- | ------------------------------ |
| 털리도 스톰                  | 오하이오주 털리도            | 털리도 스포츠 아레나                             | 5,230명          | 1991년~2007년               | 털리도 월아이의 전신           |
| 버밍햄 불스                  | 앨라배마주 버밍햄            | 버밍햄-제퍼슨 컨벤션 콤플렉스                    | 19,000명         | 1992년~2001년               | 애디론댁 선더의 전신           |
| 애틀랜틱시티 보드워크 불리즈 | 뉴저지주 애틀랜틱시티        | 보드워크 홀                                      | 10,500명         | 2001년~2005년               | 애디론댁 선더의 전신           |
| 스톡턴 선더                  | 캘리포니아주 스톡턴          | 스톡턴 아레나                                    | 9,737명          | 2005년~2015년               | 애디론댁 선더의 전신           |
| 헌팅턴 블리자드              | 웨스트버지니아주 헌팅턴      | 헌팅턴 시빅 아레나                               | 7,500명          | 1993년~2000년               | 맨체스터 모나크스의 전신       |
| 텍사스 와일드캐터스          | 텍사스주 보몬트              | 포드 아레나                                      | 8,200명          | 2003년~2008년               | 맨체스터 모나크스의 전신       |
| 온타리오 레인                | 캘리포니아주 온타리오        | 시티즌스 비즈니스 뱅크 아레나                    | 9,736명          | 2008년~2015년               | 맨체스터 모나크스의 전신       |
| 베이커즈필드 콘더스          | 캘리포니아주 베이커즈필드    | 라보뱅크 아레나                                  | 10,400명         | 1998년~2015년               | 노퍽 애드미럴스의 전신         |
| 콜럼버스 칠                  | 오하이오주 콜럼버스          | 오하이오 엑스포 센터 콜리시엄                    | 5,003명          | 1991년~1999년               | 레딩 로열스의 전신             |
| 모빌 미스틱스                | 앨라배마주 모빌              | 모빌 시빅 센터                                   | 10,112명         | 1995년~2002년               | 애틀랜타 글래디에이터스의 전신 |
| 존스타운 치프스              | 펜실베이니아주 존스타운      | 캠브리아 카운티 워 메모리얼 아레나               | 4,001명          | 1987년~2010년               | 그린빌 스웜프 래비츠의 전신    |
| 루이빌 리버프록스            | 켄터키주 루이빌              | 브로드벤트 아레나                                | 6,600명          | 1995년~1998년               | 신시내티 사이클론즈의 전신     |
| 마이애미 마타도르스          | 플로리다주 마이애미          | 마이애미 아레나                                  | 14,703명         | 1998년~1999년               | 신시내티 사이클론즈의 전신     |
| 버지니아 랜서즈              | 버지니아주 빈턴              | 빈턴 스포츠 콤플렉스                             | 3,400명          | 1983년~1990년               | 유타 그리즐리스의 전신         |
| 로어노크 밸리 레벨스         | 버지니아주 빈턴              | 란슬롯 스포츠 콤플렉스                           | 빈칸             | 1990년~1992년               | 유타 그리즐리스의 전신         |
| 로어노크 밸리 램페이지       | 버지니아주 빈턴              | 란슬롯 스포츠 콤플렉스                           | 빈칸             | 1992년~1993년               | 유타 그리즐리스의 전신         |
| 헌츠빌 블래스트              | 앨라배마주 헌츠빌            | 본 브라운 시빅 센터                              | 6,602명          | 1993년~1994년               | 유타 그리즐리스의 전신         |
| 탤러해시 타이거 샤크스       | 플로리다주 탤러해시          | 탤러해시-레온 카운티 시빅 센터                   | 12,500명         | 1994년~2001년               | 유타 그리즐리스의 전신         |
| 메이컨 우피                  | 조지아주 메이컨              | 메이컨 콜리시엄                                  | 7,182명          | 2001년~2002년               | 유타 그리즐리스의 전신         |
| 렉싱턴 맨오워                | 켄터키주 렉싱턴              | 럽 아레나                                        | 10,011명         | 2002년~2003년               | 유타 그리즐리스의 전신         |
| 아칸소 리버블레이즈          | 아칸소주 노스리틀록          | 올텔 아레나                                      | 17,000명         | 1999년~2003년               | 빈칸                           |
| 롤리 아이스캡스              | 노스캐롤라이나주 롤리        | 도턴 아레나                                      | 5,110명          | 1991년~1998년               | 오거스타 링크스의 전신         |
| 오거스타 링크스              | 조지아주 오거스타            | 제임스 브라운 아레나                             | 6,557명          | 1998년~2008년               | 빈칸                           |
| 샬럿 체커스                  | 노스캐롤라이나주 샬럿        | 크리켓 아레나 타임 워너 케이블 아레나            | 8,600명 14,100명 | 1993년~2010년               | 빈칸                           |
| 시카고 익스프레스            | 일리노이주 호프만 에스테이츠 | 시어스 센터                                      | 8,362명          | 2011년~2012년               | 빈칸                           |
| 컬럼비아 인페르노            | 사우스캐롤라이나주 컬럼비아  | 캐롤라이나 콜리시엄                              | 12,401명         | 2001년~2008년               | 빈칸                           |
| 데이턴 보머스                | 오하이오주 데이턴            | 하라 아레나 너터 센터                            | 5,500명 9,919명  | 1991년~2009년               | 빈칸                           |
| 이리 팬서스                  | 펜실베이니아주 이리          | 이리 시빅 센터                                   | 6,833명          | 1988년~1996년               | 빅토리아 새먼 킹스의 전신      |
| 배턴루지 킹피쉬              | 루이지애나주 배턴루지        | 배턴루지 리버사이드 센트로플렉스                 | 10,400명         | 1996년~2003년               | 빅토리아 새먼 킹스의 전신      |
| 빅토리아 새먼 킹스           | 브리티시컬럼비아주 빅토리아  | 세이브-온-푸드 메모리얼 센터                     | 7,006명          | 2004년~2011년               | 빈칸                           |
| 프레즈노 팰컨스              | 캘리포니아주 프레즈노        | 셀랜드 아레나 세이브 마트 센터                   | 7,600명 13,876명 | 1946년~2008년               | 빈칸                           |
| 그린즈버러 제네럴즈          | 노스캐롤라이나주 그린즈버러  | 그린즈버러 콜리시엄                              | 15,000명         | 1999년~2004년               | 빈칸                           |
| 그린즈버러 모나크스          | 노스캐롤라이나주 그린즈버러  | 그린즈버러 콜리시엄                              | 15,000명         | 1989년~1995년               | 빈칸                           |
| 그린빌 그롤                  | 사우스캐롤라이나주 그린빌    | BI-LO 센터                                       | 13,707명         | 1998년~2006년               | 빈칸                           |
| 햄프턴 로드 애드미럴스       | 버지니아주 노퍽              | 노퍽 스코프                                      | 8,701명          | 1989년~2000년               | 빈칸                           |
| 체서피크 아이스브레이커즈    | 메릴랜드주 어퍼 말보로       | 더 쇼 플레이스 아레나                            | 5,800명          | 1997년~1999년               | 잭슨 밴디츠의 전신             |
| 잭슨 밴디츠                  | 미시시피주 잭슨              | 미시시피 콜리시엄                                | 6,500명          | 1999년~2003년               | 빈칸                           |
| 루이빌 아이스호크스          | 켄터키주 루이빌              | 브로드벤트 아레나                                | 6,600명          | 1990년~1994년               | 잭슨빌 리저드 킹스의 전신      |
| 잭슨빌 리저드 킹스           | 플로리다주 잭슨빌            | 잭슨빌 콜리시엄                                  | 10,276명         | 1995년~2000년               | 빈칸                           |
| 녹스빌 체로키스              | 테네시주 녹스빌              | 녹스빌 시빅 콜리시엄                             | 5,937명          | 1988년~1997년               | 피디 프라이드의 전신           |
| 플로렌스 프라이드            | 사우스캐롤라이나주 플로렌스  | 플로렌스 시빅 센터                               | 7,526명          | 2003년~2004년               | 피디 프라이드의 전신           |
| 피디 프라이드                | 사우스캐롤라이나주 플로렌스  | 플로렌스 시빅 센터                               | 7,526명          | 1988년~1997년 2003년~2005년 | 빈칸                           |
| 라스베이거스 랭글러스        | 네바다주 라스베이거스        | 올리언스 아레나                                  | 7,773명          | 2003년~2014년               | 빈칸                           |
| 롱비치 아이스독스            | 캘리포니아주 롱비치          | 롱비치 스포츠 아레나                             | 11,200명         | 2006년~2007년               | 빈칸                           |
| 루이지애나 아이스게이터스    | 루이지애나주 라피엣          | 케이준돔                                         | 11,433명         | 1995년~2005년               | 빈칸                           |
| 미시시피 시 을브즈           | 미시시피주 빌럭시            | 미시시피 코스트 콜리시엄                         | 9,150명          | 1996년~2009년               | 빈칸                           |
| 펜서콜라 아이스 파일럿츠     | 플로리다주 펜서콜라          | 펜서콜라 시빅 센터                               | 10,000명         | 1996년~2008년               | 빈칸                           |
| 뉴올리언스 브라스            | 뉴올리언스, 루이지애나주     | 뉴올리언스 뮤니시펄 오디토리움 뉴올리언스 아레나 | 7,853명 16,867명 | 1997년~2002년               | 빈칸                           |
| 피오리아 리버멘              | 일리노이주 피오리아          | 카버 아레나                                      | 9,919명          | 1996년~2005년               | 빈칸                           |
| 피닉스 로드러너스            | 애리조나주 피닉스            | US 에어워스 센터                                 | 16,210명         | 2005년~2009년               | 빈칸                           |
| 리치먼드 레너게이즈          | 버지니아주 리치먼드          | 리치먼드 콜리시엄                                | 11,088명         | 1990년~2003년               | 빈칸                           |
| 로어노크 익스프레스          | 버지니아주 로어노크          | 로어노크 시빅 센터                               | 8,642명          | 1993년~2004년               | 빈칸                           |
| 샌디에이고 걸스              | 캘리포니아주 샌디에이고      | 아이페이원 센터                                  | 12,920명         | 2003년~2006년               | 빈칸                           |
| 샌프란시스코 불스            | 캘리포니아주 데일리 시티     | 카우 팰리스                                      | 11,089명         | 2012년~2014년               | 빈칸                           |
| 트렌턴 데블스                | 뉴저지주 트렌턴              | 선 내셔널 뱅크 센터                              | 7,605명          | 2007년~2011년               | 트렌턴 타이탄스의 전신         |
| 트렌턴 타이탄스              | 뉴저지주 트렌턴              | 선 내셔널 뱅크 센터                              | 7,605명          | 1999년~2007년 2011년~2013년 | 빈칸                           |
| 에번즈빌 아이스멘            | 인디애나주 에번즈빌          | 포드 센터                                        | 9,000명          | 2012년~2016년               | 잭슨빌 아이스멘의 전신         |
| 알래스카 에이스              | 알래스카주 앵커리지          | 설리번 아레나                                    | 6,490명          | 2003년~2017년               | 빈칸                           |
| 엘마이라 자칼스              | 뉴욕주 엘마이라              | 퍼스트 아레나                                    | 3,784명          | 2007년~2017년               | 빈칸                           |

## 올스타전
| 연도 | 결과                                   | 개최지                      | 경기장                         |
| ---- | -------------------------------------- | --------------------------- | ------------------------------ |
| 1993 | 동부 7, 서부 3                         | 웨스트버지니아주 휠링       | 휠링 시빅 센터                 |
| 1994 | 서부 7, 동부 6                         | 버지니아주 노퍽             | 노퍽 스코프                    |
| 1995 | 서부 6, 동부 5                         | 노스캐롤라이나주 그린즈버러 | 그린즈버러 콜리시엄            |
| 1996 | 노던 10, 서던 7                        | 플로리다주 탤러해시         | 탤러해시-레온 카운티 시빅 센터 |
| 1997 | 샬럿 체커스 7, ECHL 올스타 6           | 노스캐롤라이나주 샬럿       | 인디펜던스 아레나              |
| 1998 | 캐나다 올스타 11, 미국/월드 올스타 7   | 루이지애나주 라피엣         | 케이준돔                       |
| 1999 | 서던 7, 노던 4                         | 미시시피주 빌럭시           | 미시시피 코스트 콜리시엄       |
| 2000 | 노던 8, 서던 6                         | 사우스캐롤라이나주 그린빌   | BI-LO 센터                     |
| 2001 | 서던 9, 노던 5                         | 아칸소주 노스리틀록         | 올텔 아레나                    |
| 2002 | 서던 7, 노던 6                         | 뉴저지주 트렌턴             | 소브린 뱅크 아레나             |
| 2003 | 노던 8, 서던 2                         | 플로리다주 에스테로         | 저메인 아레나                  |
| 2004 | 이스턴 7, 웨스턴 6                     | 일리노이주 피오리아         | 카버 아레나                    |
| 2005 | 내셔널 6, 아메리칸 2                   | 펜실베이니아주 레딩         | 소버린 센터                    |
| 2006 | 내셔널 7, 아메리칸 6                   | 캘리포니아주 프레즈노       | 세이브 마트 센터               |
| 2007 | 아메리칸 6, 내셔널 3                   | 아이다호주 보이시           | 퀘스트 아레나                  |
| 2008 | 내셔널 10, 아메리칸 7                  | 캘리포니아주 스톡턴         | 스톡턴 아레나                  |
| 2009 | 아메리칸 11, 내셔널 5                  | 펜실베이니아주 레딩         | 소버린 센터                    |
| 2010 | 내셔널 10, 아메리칸 9                  | 캘리포니아주 온타리오       | 시티즌스 비즈니스 뱅크 아레나  |
| 2011 | ECHL 올스타 9, 베이커즈필드 콘도르스 3 | 캘리포니아주 베이커즈필드   | 라보뱅크 아레나                |
| 2012 | 미개최                                 | 미개최                      | 미개최                         |
| 2013 | ECHL 올스타 7, 콜로라도 이글스 3       | 콜로라도주 러브랜드         | 버드와이저 이벤트 센터         |
| 2014 | 미개최                                 | 미개최                      | 미개최                         |
| 2015 | ECHL 올스타 8, 올랜도 솔저 베어스 4    | 플로리다주 올랜도           | 암웨이 센터                    |
| 2016 | 미개최                                 | 미개최                      | 미개최                         |
| 2017 | ECHL 올스타 8, 애디론댁 선더 7         | 뉴욕주 글렌즈 폴스          | 글렌즈 폴스 시빅 센터          |
| 2018 |                                        | 인디애나주 인디애나폴리스   | 인디애나 파머스 콜리시엄       |
| 2019 |                                        | 오하이오주 털리도           | 헌팅턴 센터                    |